# 静岡県立稲取高等学校
静岡県立稲取高等学校（しずおかけんりつ いなとりこうとうがっこう）は、静岡県賀茂郡東伊豆町稲取に位置する県立高等学校。地元では「稲高」（いなこう）と呼ばれている。

## 設置学科
- 普通科

2018年度から120名から80名に変更された

## 沿革
- 1912年(大正元年) - 上河津村立上河津実業補習学校が開校。
- 1919年(大正8年) - 稲取村立稲取実業補習学校（男子・夜間部）を稲取尋常小学校内に設置、翌年稲取町制施行により町立に。
- 1925年(大正14年) - 全日制本科2ヶ年（女子・昼間部）を設置。
- 1926年(大正15年) - 男子・昼間部を増設。下河津村立下河津実業補習学校が開校。
- 1935年(昭和10年) - 稲取町立稲取青年学校が開校。
- 1936年(昭和11年) - 稲取実業補習学校を、乙種実業学校の稲取町立静岡県稲取実業学校に改組（男子部＝農業・水産科2ヶ年、女子部2ヶ年）。
- 1940年(昭和15年) - 新校舎を賀茂郡稲取町上百尻1701番地に新築、移転。
- 1942年(昭和17年) - 甲種実業学校に昇格（男子部3ヶ年、女子部2ヶ年）。
- 1947年(昭和22年) - 稲取実業学校が県立に移管。
- 1948年(昭和23年)
  - 学制改革に伴い、稲取実業学校・稲取青年学校・上河津実業補習学校・下河津実業補習学校を統合。静岡県稲取高等学校が開校し、全日制農業科・漁業科・普通科を併置。
  - 9月30日 - 定時制課程（農業科）を開設。
  - 12月 - 上河津分校を設置（定時制課程・農業科）。
- 1951年(昭和26年) - 本校の定時制課程を募集停止、2年後に閉課。
- 1952年(昭和27年) - 上河津分校に女子短期家庭科を増設。
- 1955年(昭和30年) - 本校に家庭科を増設。
- 1959年(昭和34年) - 河津分校(前年に町村合併に伴い改称)の校舎を河津町湯ヶ野146番地の1に移転。
- 1962年(昭和37年) - 農業科・水産科・家庭科を募集停止、同科所属の新2年生は普通科に編入し、翌年在校生の卒業に伴い閉科。普通科のみの学校となる。河津分校を廃止し、同校の生徒を本校に編入。
- 1967年(昭和42年) - 現校地に校舎を新築・移転。

## 交通
- 伊豆急行線　伊豆稲取駅よりバスで10分